# Trbuhozborenje
Trbuhozborenje ili ventrilokvija je umijeće govora bez micanja usana. Uključuje razgovor s lagano otvorenim ustima, promjene glasa i stvaranje iluzije dijaloga s lutkom.
Trbuhozborac manipulira svoj glas tako da se čini kao da njegov/njezin glas dolazi od negdje drugdje. Jezikoslovci tvrde da je tehnika prikrivenog proizvođenja zvuka otkrivena prije nekoliko tisuća godina i koristili su je poglavice i plemenske vođe, koji su služili kao medij između čovjeka i nadprirodnih sila. 
Najpoznatiji oblik trbuhozborenja danas su izvedbe u noćnim klubovima, gdje izvođač sjedi na stolcu s drvenom lutkom na svojoj ruci. Verzija trbuhozborenja koju ljudi najbolje poznaju je zabava koja je započeta u kasnom 19. stoljeću, dobu Vaudevillea. Njegovi nastupi su fokusirani na humor i demonstraciju prevare publike. Iz tog razloga mnogi izvođaći rabe više figura, mijenjajući glas iz jednog tona u drugi. Englez Fred Russell koristio je samo jednu figuru.
Trbuhozborenje je postalo vrlo popularno sredinom 20. stoljeća, zahvaljujući velikoj ulozi učenika The Great Lestera, Edgaru Bergenu. Bergen je popularizirao ideju komičnog trbuhozborca, i zajedno sa svojim najdražim lutkom, Charlijem McCarthyijem, vodio je radijsku emisiju koja je puštana kroz 1930-te i 1940-te. Bergen je nastavio izvoditi predstave sve do svoje smrti 1979., a njegova popularnost je nadahnula mnoge druge trbuhozborce koji su ga pratili, uključujući Paula Winchella, Jimmyja Nelsona, i Senor Wencesa i Jaya Johnsona koji je glumio u sitcomu Soap sa svojim lutkom Bobom.